# Spanische Badmintonmeisterschaft 2015
Die Spanische Badmintonmeisterschaft 2015 war die 34. Auflage der spanischen Titelkämpfe in dieser Sportart. Sie fand in Ponteareas statt.

## Die Sieger und Platzierten
| Disziplin    | Gold                                | Silber                             | Bronze                                 |
| ------------ | ----------------------------------- | ---------------------------------- | -------------------------------------- |
| Herreneinzel | Blai Ramírez                        | Jesús Lorenzo Nieto                | Alejandro Ferrer                       |
| Herreneinzel | Blai Ramírez                        | Jesús Lorenzo Nieto                | Juan Manuel Fernández                  |
| Dameneinzel  | Sandra Chirlaque                    | Sara Peñalver Pereira              | Silvia Riera                           |
| Dameneinzel  | Sandra Chirlaque                    | Sara Peñalver Pereira              | Blanca Lucas                           |
| Herrendoppel | José Vicente Martínez Eliezer Ojeda | Óscar Martínez Salan Javier Suárez | Arnau Duran Marc Gallardo              |
| Herrendoppel | José Vicente Martínez Eliezer Ojeda | Óscar Martínez Salan Javier Suárez | Adrian Alcaide Enrique Pancorbo        |
| Damendoppel  | Laura Molina Haideé Ojeda           | Nelly Iriberri Patricia Pérez      | Blanca Lucas Lara Lucas                |
| Damendoppel  | Laura Molina Haideé Ojeda           | Nelly Iriberri Patricia Pérez      | Elisa Borrás Marina Fernández          |
| Mixed        | Alberto Zapico Haideé Ojeda         | Eliezer Ojeda Noelia Jiménez       | Javier Abián Blanca Ibeas              |
| Mixed        | Alberto Zapico Haideé Ojeda         | Eliezer Ojeda Noelia Jiménez       | José Vicente Martínez Sandra Chirlaque |